# Pterophorus candidalis
Pterophorus candidalis là một loài bướm đêm thuộc họ Pterophoridae. Nó được tìm thấy ở Đài Loan, Ấn Độ, Sri Lanka, New Hebrides, New Caledonia, Samoa, Tonga và châu Phi.